# Любінський повіт
Любінський повіт (пол. powiat lubiński) — один з 26 земських повітів Нижньосілезького воєводства Польщі.
Утворений 1 січня 1999 року в результаті адміністративної реформи.

## Загальні дані
Повіт знаходиться у північно-центральній частині воєводства.
Адміністративний центр — місто Любін.
Станом на 1.01.2008 населення становить 105 248 осіб, площа 711,62 км².
На терени повіту були депортовані 1145 українців з українських етнічних територій у 1947 році (т. з. акція «Вісла»).

## Демографія
Демографічні дані повіту станом на 30.06.2005:
|       | Всього  | Всього | Жінки  | Жінки | Чоловіки | Чоловіки |
| ----- | ------- | ------ | ------ | ----- | -------- | -------- |
|       | осіб    | %      | осіб   | %     | осіб     | %        |
| Повіт | 105 952 | 100    | 54 481 | 51,4  | 51 471   | 48,6     |
| Міста | 83 282  | 100    | 43 122 | 51,8  | 40 160   | 48,2     |
| Села  | 22 670  | 100    | 11 359 | 50,1  | 11 311   | 49,9     |